# Червона Чагарівка
Черво́на Чагарі́вка — село в Україні, в Кам'янець-Подільській міській громаді Кам'янець-Подільського району Хмельницької області.

## Назва
Назва села складається із прикметника «червоний», що активно використовувався після революції та власної назви, мотивованої розташуванням – «чагарі» тобто низовина, заросла лісом. Ойконімія України згідно із адміністративно-територіальним устроєм України радянського періоду, а саме у другій половині ХХ століття, часто  змінювалася, формувалася внаслідок різноманітних екстра-та інтралінгвальних факторів, які майже не мали жодного стосунку до культурних традицій народу та дотримання норм української літературної мови. Так, щоб  підкреслити  «радянськість»  тих  чи  інших  найменувань населених  пунктів,  їх  дуже  часто  ускладнювали атрибутивними означеннями «червоний» (червона, червоне), «радянський» (радянська, радянське), «жовтневий» (жовтнева, жовтневе), «ленінський» (ленінське). Тому назві села Червона Чагарівка наявне слово — «червона».

## Географія
Подільське село Червона Чагарівка розташоване за 8.5 кілометрів автодорогами від Кам’янця-Подільського біля річки Кармалітанка. На відстані 2,5 кілометра від центру села проходить автошлях національного значення Н03.

### Клімат
Червона Чагарівка знаходяться в межах вологого континентального клімату із теплим літом, у так званому «теплому Поділлі». Але діяльність людини призводить до зміни клімату та глобального потепління. Рівень наповнення річок водою в області становить лише 20 % від необхідного стандарту. Для покращення ситуації варто було б відновлювати екосистеми та лісові масиви.

## Історія
Село засноване у 1929 році, коли група переселенців з села Нагоряни в кількості 35 сімей заснували нове поселення. Останні переселенці із Нагорян поселились на цих землях в 1932 році. До  Першої світової війни територія села була зайнята лісом і малоземельні селяни з Нагорян отримали тут земельні наділи і викорчовуючи дерева потроху привели землю до стану придатного для землеробства. 
30-х роках побудовано приміщення в якому розмістились контора колгоспу, сільський клуб, та початкова школа. В ті роки школу відвідувало до 30 учнів. Колективізація в селі пройшла організовано в силу того, що земельні наділи сім’ї селян мали незначні – до 0,75га, перші засновники села утворили артіль.
В 1932–1933 селяни села пережили Голодомор.
У 1941 році німецькі війська встановлювали в селі свої порядки, на роботу до Німеччини було вивезено 24 молодих людини. В квітні 1944 року мобілізовано 57 чоловік із села Червона Чагарівка до червоної армії. Після завершення Другої світової війни у 1946—1947 роках мешканці села вчергове пережили голод.
До 1946 року село відносилось до Нагорянської сільської ради, а з 1946 року – до Колибаївської сільської ради. В 50-х роках побудовано приміщення нової школи з підсобними приміщеннями та кімнатою для проживання вчителя. В 1953 році проведено укрупнення колгоспу, з центральної садиби село перейшло в бригадне.
В 1968 році введено в дію побудований за кошти колгоспу сільський магазин. Населення Червоної Чагарівки планується переселити в село Колибаївка. З 1970 року в селі забороняється проводити будівництво нових житлових будинків. В травні 1973 року закрито в селі початкову школу.
В період з 1981-1985 роках в селі відчувається спад сільськогосподарського виробництва.
З 1991 року в складі незалежної України. Населенню надані нові ділянки землі для будівництва та городництва. Станом на 1 січня 1991 року в господарствах населення в особистій власності утримувало 41 голову ВРХ, 78 голів свиней, 12 кіз, 43 бджолосім’ї, 607 голів птиці. В 1992 році утворено селянське фермерське господарство «Маяк», яке мало у користуванні 27,5 га сільськогосподарських угідь.
В 1997 році селі було 59 житлових будинків, з яких чотирикімнатних – 16, трикімнатних – 22, двокімнатних – 16, однокімнатних -1.
У 2020 році шляхом об'єднання сільських рад, село увійшло до складу Кам'янець-Подільської міської територіальної громади. Об'єднання в громаду має створити умови для формування ефективної і відповідальної місцевої влади, яка зможе забезпечити комфортне та безпечне середовище для проживання людей.

## Населення
В 1953 в селі проживало 219 чоловік.
Кількість наявного населення за переписом 1989 року в селі склало 171 особа.
Станом на початок 1997 року в селі населення - 162 чоловіків: 37 у віці від 16 до 59 р, жінок – 34 віком від 16 до 54 р. Осіб пенсійного віку     - 60 людини, дітей до 16 років - 31.
За переписом населення України 2001 року в селі мешкало 149 осіб.
У 2015 році в селі проживало 152 особи, населення села скоротилось на 6,58 % порівняно зі 1997 роком.

### Мова
У селі поширені західноподільська говірка та південноподільська говірка, що відносяться до подільського говору, який належить до південно-західного наріччя.
Розподіл населення за рідною мовою за даними перепису 2001 року:
| Мова       | Кількість | Відсоток |
| ---------- | --------- | -------- |
| українська | 149       | 98.03%   |
| російська  | 2         | 1.32%    |
| білоруська | 1         | 0.65%    |
| Усього     | 152       | 100%     |

## Відомі люди

### Уродженці
- Гончар Валентин Іванович — кандидат сільськогосподарських наук, доцент кафедри технології виробництва продукції тваринництва.

## Охорона природи
Село лежить у межах національного природного парку «Подільські Товтри».